# 桂川車站 (北海道)
桂川車站 （日语：／ Katsuragawa eki */?）曾經是一由北海道旅客鐵道（JR北海道）所經營的鐵路車站，位於日本北海道茅部郡森町，是JR北海道函館本線沿線的一個已廢無人小站。桂川車站屬於JR北海道函館支社的管理範圍，並由森車站代管。
由於近年使用人數持續低迷，JR北海道內部調查亦發現本站每日平均使用人次少於1人，因此決定於2017年3月4日起廢站。

## 車站構造
對向式月台2面2線的地面車站。此站的設備設於築堤之上，以樓梯聯絡。2個月台由站內平交道連結。月台往樓梯的入口側設有小型候車室。此站是由森站管理的無人站。

## 相鄰車站
北海道旅客鐵道（JR北海道）
■函館本線
普通
森（H62）－桂川（H61）－石谷（H60）